# Colorado State Patrol
Die Colorado State Patrol (CSP) (von 1935 bis 1945 Colorado State Highway Courtesy Patrol, von 1945 bis 1947 Colorado State Highway Patrol) mit Sitz in Lakewood, Colorado ist eine Abteilung des Colorado Department of Public Safety und eine der offiziellen staatlichen Polizeibehörden von Colorado, zusammen mit dem Colorado Bureau of Investigation und mehreren kleineren staatlichen Behörden. Die CSP setzt in erster Linie Verkehrsgesetze auf Interstates und State Highways durch, bewacht das State Capitol und den Gouverneur von Colorado.

## Geschichte

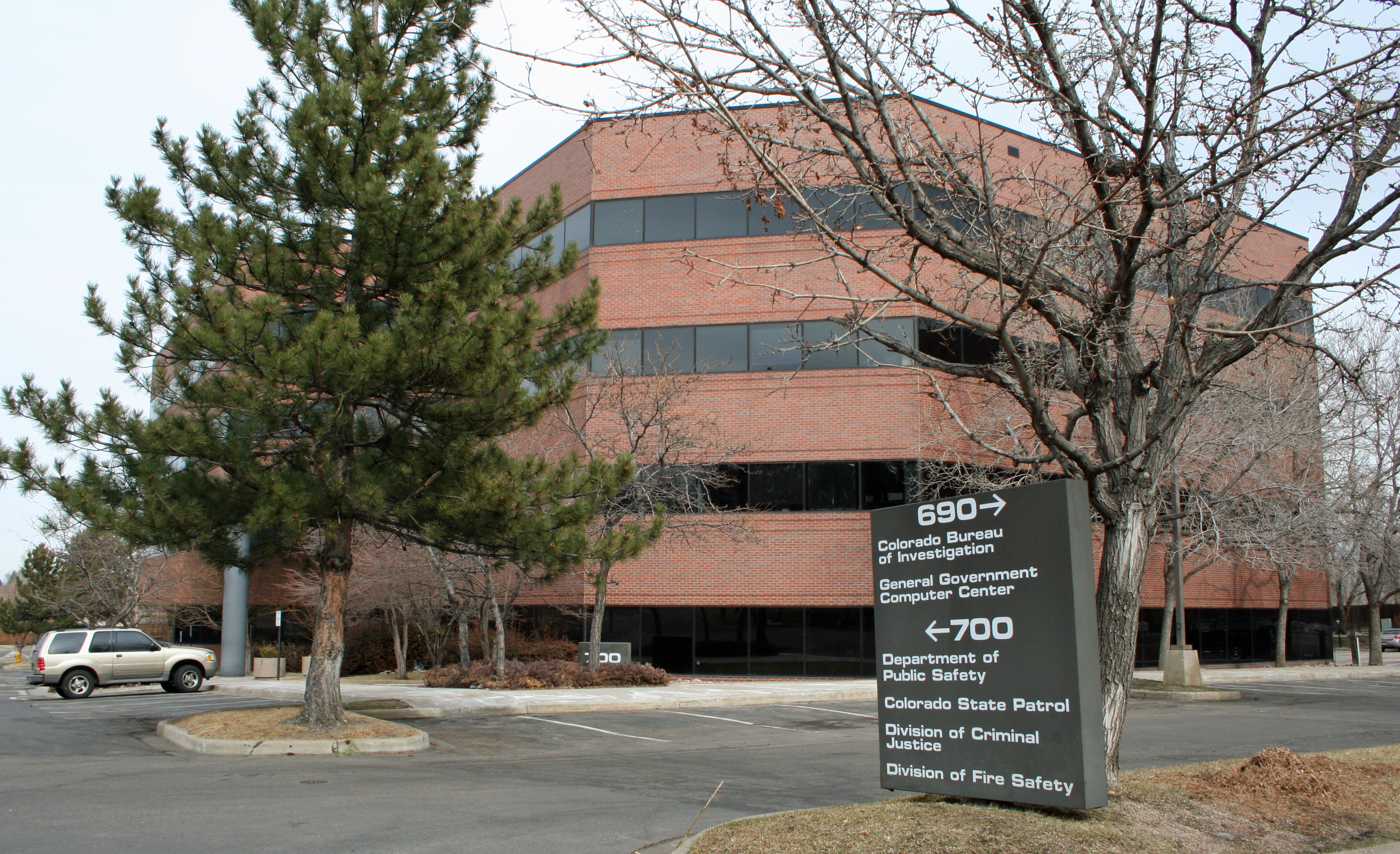
Hauptquartier der Colorado State Patrol in Lakewood, Colorado

Gegründet wurde die Colorado State Patrol 1935 als Colorado State Highway Courtesy Patrol und bestand aus nur 44 Mitarbeitern, die im Camp George West in Golden ausgebildet wurden; sie war Teil des Highway Departments (heute: Colorado Department of Transportation). Vorige Staatspolizeibehörden in Colorado entstanden ab 1919, bestanden allerdings aufgrund mangelnder Finanzierungsgrundlage oft nur kurzzeitig. 1945 wurde die Behörde in Colorado State Highway Patrol umbenannt, 1947 erfolgte eine Zunahme der Angestellten auf 140 Polizisten und 35 sonstige Mitarbeiter und Gründung einer Abteilung für die Aufklärung von Kraftfahrzeugdiebstählen. Aufgrund steigender Motorisierung und daher zunehmenden Unfallzahlen erhöhte sich die Mitarbeiteranzahl auch in den 50er-, 60er- und 70er-Jahren weiter. 1976 wurde die erste Frau im Polizeidienst angestellt.
Seit 1969 ist die CSP für die Bewachung des State Capitols sowie die Sicherheit des Gouverneurs und seiner Familie zuständig.
Das 1984 neu gegründete Colorado Department of Public Safety übernimmt seitdem die Funktion als Aufsichtsbehörde anstelle des Department of Highways.

## Bewaffnung
Bis zur Umstellung auf selbstladende halbautomatische Pistolen trug die CSP stahlblaue Colt-Python-Revolver mit 4-Zoll-Läufen. CSP entschied sich dann für das Smith & Wesson Modell 4006 .40 S&W in der Ausführung Melonite (schwarz) mit dem im Schlitten eingravierten Siegel der Behörde. Die CSP-Troopers tragen jetzt die Smith & Wesson M&P .40. Zusätzlich erhalten alle Troopers eine Remington 870 Schrotflinte und haben die Möglichkeit, entweder ein M4 oder ein AR-15 Select-Fire-Gewehr der Abteilung oder in Privatbesitz zu tragen.
Alle CSP-Trooper sind mit einem ASP-Schlagstock und OC ausgestattet, seit 2011 werden auch Taser eingesetzt.
Seit 2019 erhalten alle CSP-Trooper ein Sionic Patrol Rifle im Kaliber .223.

## Fahrzeuge und Luftfahrzeuge

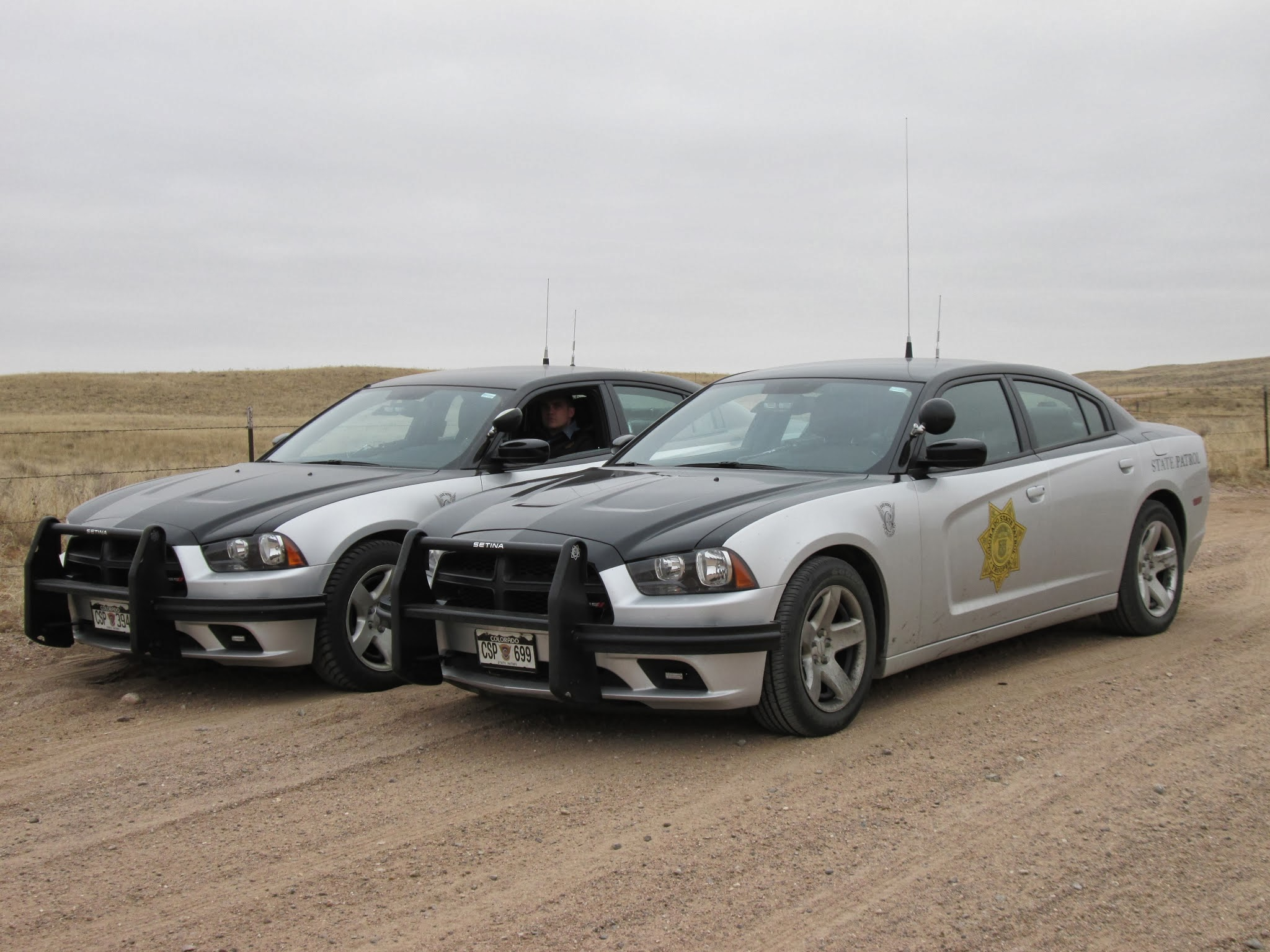
Colorado State Patrol Dodge Charger in der Nähe von Sterling, Colorado

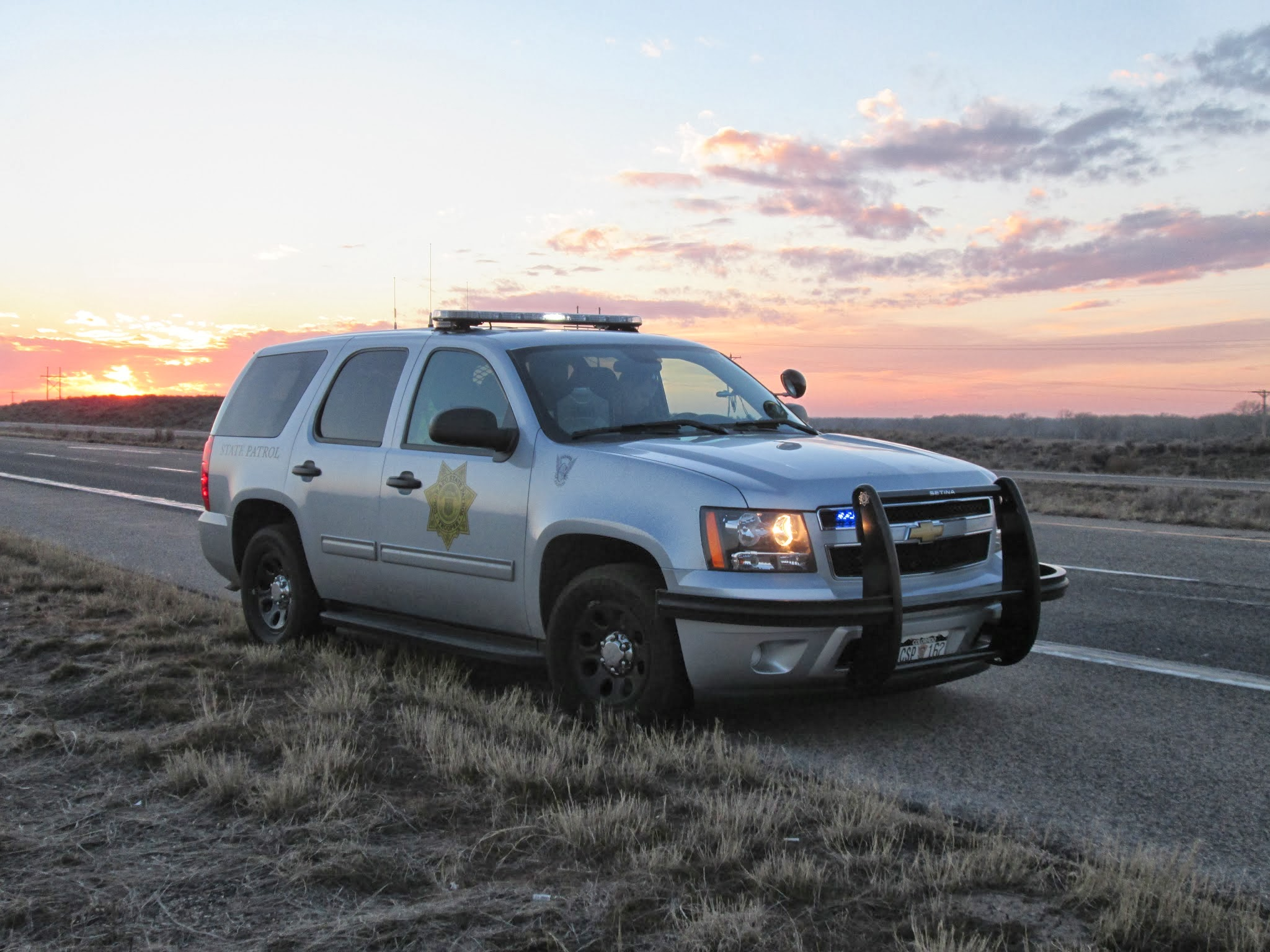
Colorado State Patrol Chevrolet Tahoe in der Nähe von Sterling, CO

Nach vielen Jahren der Nutzung von Ford Crown Victoria Streifenwagen begann die CSP im Jahr 2009, Dodge Charger in ihre Flotte aufzunehmen. Die CSP nutzt auch Chevrolet Tahoes, Ford Police Interceptors (sowohl Limousinen als auch Utility-Modelle) und Chevrolet Caprices. Die Abteilungen für Gefahrgut und Verkehrssicherheit verwenden Ford F-150 Trucks.

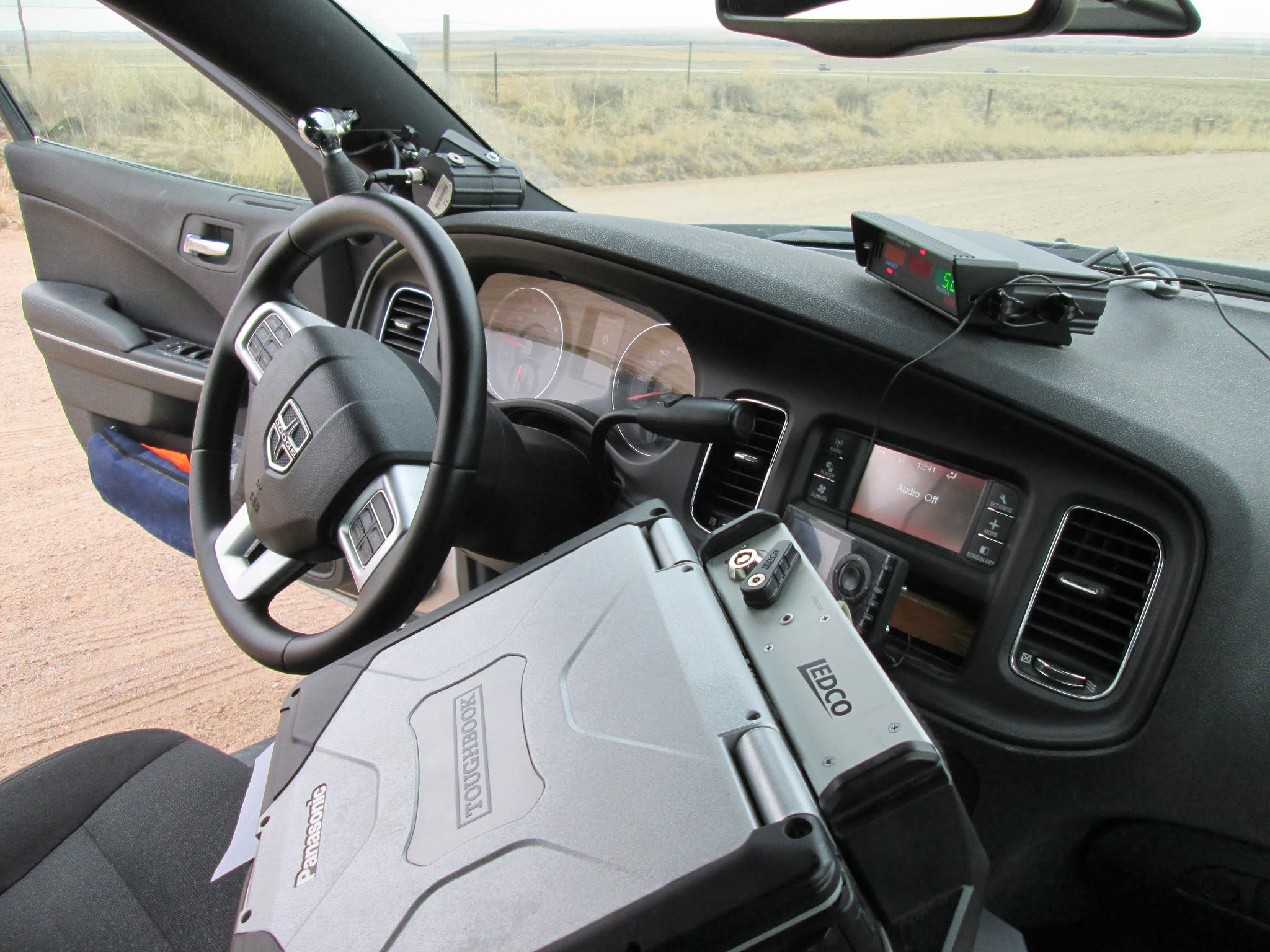
Innenraum des Streifenwagens Dodge Charger der Colorado State Patrol

Die CSP betreibt fünf Starrflügelflugzeuge:
- Eine Beechcraft King Air
- Eine Cessna 340
- Drei Cessna 182

Die Colorado State Patrol Motor Operations Einheit verwendete bis 2010 Harley-Davidson-Motorräder. Von 2010 bis 2012 wurde die Kawasaki Concours schrittweise eingeführt. Im Jahr 2015 wechselte CSP auf das Polizeimotorrad BMW R1200RTP. Motorradpolizisten sind den einzelnen Feldtruppen zugeordnet und fahren das ganze Jahr über.

## Tätigkeiten
Zu den Aufgaben gehört die Durchsetzung aller Verkehrsgesetze des Staates Colorado auf ca. 8.483 Meilen (13.652 km) State Highways und mehr als 57.000 Meilen (92.000 km) County Roads sowie dazugehörige verkehrspolizeiliche Aufgaben, insbesondere bezüglich Gefahrguttransporten, Drogenschmuggel, Menschenhandel sowie Unfalluntersuchungen, Bewachung des State Capitols sowie des Gouverneurs und seiner Familie.

## Rangstruktur

### Gehobener Dienst
| Rang               | Abzeichen | Beschreibung                    |
| ------------------ | --------- | ------------------------------- |
| Colonel            |           | Chef der Patrouille             |
| Deputy Chief       |           |                                 |
| Lieutenant Colonel |           | Regionskommandant               |
| Major              |           | Bezirks-/Zweigstellenkommandant |
| Captain            |           | Trupp-/Abschnittskommandant     |

### Mittlerer Dienst
| Rang                          | Abzeichen      |
| ----------------------------- | -------------- |
| Sergeant Major                |                |
| Master Sergeant               |                |
| Sergeant                      |                |
| Corporal                      |                |
| Master Trooper und Technician |                |
| Trooper                       | Kein Abzeichen |

## Gefallene Beamte
Seit Bestehen der CSP sind 30 Beamte im Dienst gestorben.